# ロン・ジェレミー
ロン・ジェレミー Ron Jeremy（本名ロナルド・ジェレミー・ハイアット Ronald Jeremy Hyatt、1953年3月12日 - ）は、（2008年）現在ニューヨーク州、ロングアイランドに在住する、アメリカ合衆国のポルノ男優。「ヘッジホッグ（ハリネズミ）」、「バオバブマン」というニックネームがある。彼はAVNマガジンの「オールタイムトップ50ポルノスター」で1位にランクされた。ジェレミーは、トロマ・エンターテインメントのような映画会社で、ポルノ映画ではない作品にも出演している。
彼は、長さ9.75インチ（約25cm）のペニスで有名である 。また、オートフェラチオが出来るため評判となった。（彼が最初にそれをスクリーン上で実践してみせたのは『Inside Seka 』（1981年）である。 ）しかし、彼は2003年のインタビューにおいて、体重増加により最近ではペニスの先端にキスするのがやっとであると明かしている。
かねてよりジェレミーから性的被害を受けたとする女性の告発が相次いでいた中で、1996年から23年間にわたり15歳から51歳の女性20人以上に性的暴行を加えたとして、30件以上の事件が立件され、ロサンゼルス郡地方検事局は2021年8月25日、ジェレミーを起訴したと発表した。しかし支離滅裂な言動、指示に従わない、自らの弁護士を認識できないという事態になったため2022年3月17日に精神鑑定の実施が決定され、裁判の開始は延期された。7月に弁護側の精神科医が下した診断と、10月に検察側の医師が作成した報告書をもとに、裁判所は2023年1月17日にジェレミーは重度の認知症であり訴訟能力はないと判断を下した。

## 生い立ち
ジェレミーは、上位中流階級のユダヤ人の家庭に生まれた。彼の父親アーノルドは物理学者、母親は書籍編集者で、ドイツ語とフランス語が堪能だったため、第二次世界大戦中はOSSに勤めた。彼には、バグジー・シーゲルと関係のあるギャングのおじがいた。
ジェレミーは自分自身を、「一般的な容認と賛同を切望する平均的な子供」として育ったと表現した。
ロン・ジェレミーはクイーンズ区・ベイサイド地区のベンジャミン・カードーゾ高校に通った。元CIA長官、ジョージ・J・テネットと俳優レジナルド・ヴェルジョンソンは同級生だった。彼は、ニューヨーク市立大学クイーンズ校で教育と演劇（スタニスラフスキーとブレヒトを研究した）で学士号を、特別支援教育で修士号を得た。彼は、タウ・カッパ・イプシロン国際フラタニティのメンバーでもある。彼はニューヨーク市エリアで特別支援クラスを教え、通常クラスの代理教師でもあった。

## ポルノ映画の経歴

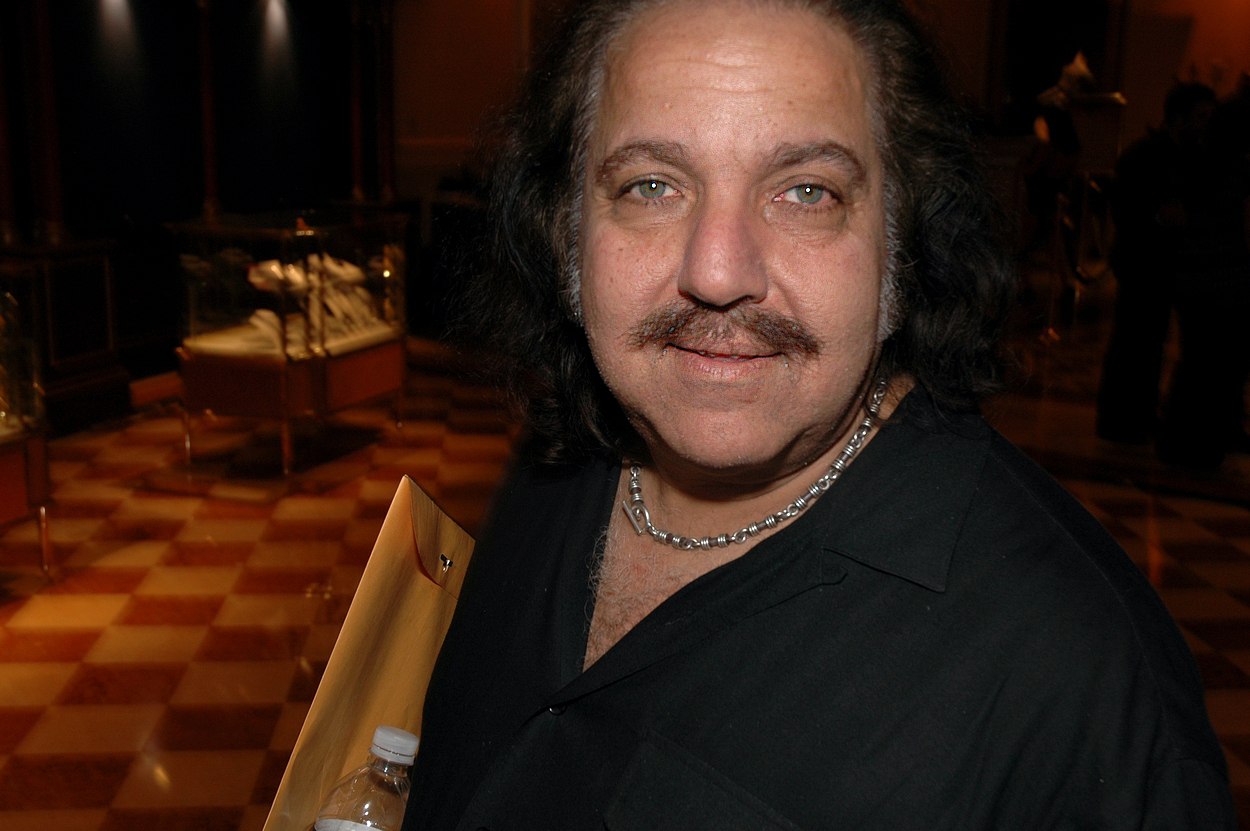
2008年1月、ラスベガスのベネチアンホテルにて

ジェレミーは教職（彼の自称「最後の切り札」）を離れ、ニューヨークで役者を目指した。そして「飢えたオフ・ブロードウェイ」の役者がいかに稼げないかを学んだと言う。彼の当時のガールフレンドが彼の写真を雑誌社に送り、ジェレミーは「Playgirl誌」のモデルを務め、その後自立する手段としてポルノ映画界へと転身した。彼のポルノ映画デビュー作は、チャック・ヴィンセント監督の『Snap 』（後に『COD 』と改題）という映画である。彼は祖母ローズが、ロンと連絡をとろうとする人々の電話に悩まされたため、ファースト・ネームとミドル・ネームの芸名を利用し始めた。
彼の祖母ローズ（当時電話帳にR・ハイアットと掲載されていた）は、Playgirl誌でジェレミーを見た求婚者によって常時悩まされていた。「彼女は、一ヶ月間アパートから出て行かなければなりませんでした。」と、ロンは打ち明けている。「『お前がこのあからさまでクレージーな仕事をしたいなら、それはそれでいい。だが、お前が再び家族の姓を使ったなら、私はお前を断固阻止するぞ。』と父は私に言いました。」
ジェレミーは、1979年の『USAハードパワー (Olympic Fever) 』の撮影での、ある事件の後、同僚ビル・マーゴールドによって「ヘッジホッグ」のあだ名を授けられた。ジェレミーはこの映画の撮影のためにニューヨークから飛び立つ際、暖かい気候を予想してＴシャツと短パンを着用していた。カリフォルニア州の山地に近い、アローヘッド湖にあるロケ現場にオートバイで向かう間、天候は彼を低体温症といっていいほどに震え上がらせる、猛吹雪状態へと悪化した。セットに到着すると、ジェレミーは直ちに身体を暖めるため、熱いシャワーを浴びさせられた。浴び終わった時、彼の皮膚は両極端の温度のためピンク色になり、体毛は逆立ったままであった。マーゴールドはジェレミーの状態を見て、「友よ、君はヘッジホッグ（ハリネズミ）だ。二足歩行で言葉を喋るヘッジホッグだよ。」とコメントした。一般に想像されているのとは違い、このあだ名はジェレミーの後の体重増加とは無関係であり、その時の彼の身体の状態が正にその通りだったため、名付けられたのである。
ジェレミーは、「ポルノ映画最多出演者」としてギネスブックに掲載されている。Internet Adult Film Database (IAFD) は、彼が出演した1900本以上の映画と監督した276本の映画をリストアップしている。比較として、AVNトップ50ポルノスターでジェレミーに続く高い位置にランクされている、ジョン・ホームズがクレジットされた作品としてIAFDがリストしているのは418本のみである。（数字は全て2008年5月29日現在）　1993年「スーパーエロブラザーズ１＆２」のマリオを演じた。
以前は業界内で「一部の女優が演じたがらない変態的行為は、獣姦とサドマゾヒズムとジェレミーとのセックスだ」というジョークが広まった。しかし、彼はその後ポルノ産業への貢献を認められ、AVN殿堂とXRCO殿堂双方のメンバーとなった。また、その功績により、エジソン (ニュージャージー州) のAdult Star Path of Fameの最初の41人のメンバーに名を連ねた。新世紀に入り、彼のスター性と、バイアグラなどの薬に頼らない男優と仕事をしたいという、多くの女優の要望が重なり、彼の人気は復活を見せている。

## ポルノ以外の活動

### 映画
ポルノ映画界の外で、ジェレミーは1986年の映画『ナインハーフ』のために「特別顧問」として働いた。彼はまた、架空のポルノスター、ダーク・ディグラー（マーク・ウォールバーグ、ポルノスターにしてジェレミーの元同僚、ジョン・ホームズの人生に基づいている）を描いた1997年の映画『ブギーナイツ』でも顧問を務めた。1994年の映画『The Chase』ではニュースカメラマンとしてカメオ出演している。また、1999年の映画『処刑人』に出演し、2002年の『Spun』でもバーテンダーを演じた。
彼は『ゴーストバスターズ』(1984年)のエキストラで、『デトロイト・ロック・シティ』(1999年)ではストリップクラブのアナウンサーを演じ、映画『キリング・ゾーイ』(1994年)でカメオ出演し、『Orgazmo』(1998年)でクラークという悪役を演じた。
2003年、『マルコヴィッチの穴』のパロディである、彼の名を冠したコメディ映画『Being Ron Jeremy』に彼自身の役で出演した。また彼は、長編のドキュメンタリー伝記映画『ポルノ・スター ロン・ジャーミーの伝説』にも自ら主演した。これは2001年にリリースされ、一般小売業者によってDVDが広く配布された。ジェレミーは『Fuck』(2005年)のようなポルノ業界に関する、或いはポルノ業界に言及したドキュメンタリー映画において、しばしばインタビューを受けている。
2007年、ジェレミーはコメディ映画『阿呆遊戯 ブルース・リーを探せ!』で彼自身として出演した。

### 食品
食品に対するジェレミーの愛情は、彼に一連の調味料を発売させるに至った。その第一弾は「ホットソース」である。

### テレビ
ジェレミーは『The Surreal Life 』第2シーズンと、『The Surreal Life: Fame Games 』第9シーズンに出演している。2007年3月25日放送のファイナルシーズンで彼はトレイシー・ビンガムと決勝戦に臨んだ。ジェレミーはまた、コメディ・セントラルの『Chappelle's Show 』の一本に出演した。彼は、『Penn & Teller's Bullshit! 』にも、ペニス増大と割礼に関するエピソードで出演した。2005年に、ジェレミーはイギリスのリアリティテレビ番組、『The Farm 』に出演した。
ジェレミーはESPNの『ジム・ローム・イズ・バーニング (Jim Rome Is Burning) 』と、Premiere Radio Networksの『ジム・ローム・ショー (The Jim Rome Show) 』においてランニングギャグの役割を担った。ロームは番組で口上を述べる。「さて皆さん! こちらはマイアミ・ヒートのヘッドコーチ、ロン・ジェレミーです。そして、あなたがご覧の番組は『ジム・ローム・イズ・バーニング (Jim Rome Is Burning) 』です。」これは元マイアミ・ヒートの、そして（2008年）現在オーランド・マジックのヘッドコーチである、スタン・ヴァン・グンディ (Stan Van Gundy)とジェレミーがそっくりだということに言及しているのである。
ジェレミーはアニメ『Robot Chicken 』のエピソード"A Piece of the Action"で声優を務めた。彼と数人出演者で前述の『Surreal Life』と『ロード・オブ・ザ・リング』をパロディ化した。あるシーンでは、彼のキャラクターが勃起したペニスだけを使って、馬上の騎士を降ろす事で彼のペニスサイズをパロディ化した。ジェレミーはアニメ『ファミリー・ガイ』の2001年のエピソード「ブライアン・ダズ・ハリウッド (Brian Does Hollywood) 」にも彼自身として出演した。彼はブライアン（グリフィン家の天才犬）がノミネートされる「ウッディ賞」のプレゼンター役であった。
2003年、ジェレミーは英国のテレビ番組『フランク・スキナー・ショー (The Frank Skinner Show) 』に出演し、元閣僚の故モー・モーラム (Mo Mowlam) と「I Got You Babe」をデュエットした。

### 音楽
ジェレミーは、他のどのポルノの俳優よりも多い14本のミュージックビデオに出演している。彼は、Sublime、Mercury Rev、モービー、キッド・ロック、Everclear、Sam Kinison、ガンズ・アンド・ローゼズ、Los Umbrellos、Rottweiler Hundar (Icelandic)、Radioactive Chickenheads、A Day to Rememberのビデオに出演した。その上彼は、27週の間ビルボードのチャートに留まった「Freak Of The Week 」というラップのシングルもリリースしている。
タコマ (ワシントン州)のラップ・デュオ、Sesame Street Gangstersのメンバー、コーン・ドッグ (Corn Dog)は、ロン・ジェレミーが彼の実父であると主張している。彼らはその事を歌にも書いている。

### ゲーム
ロン・ジェレミーは、テレビゲーム「Celebrity Deathmatch」に操作可能なキャラクターとして登場している。彼の有名な戦闘動作の1つは、ジッパーを下ろし、ペニスで繰り返し敵の顔を殴りつけるというもの。
彼はまた、「Leisure Suit Larry: Magna Cum Laude」というゲームに、主人公ラリーにヒントとアドバイスを与えるという役どころで出演している。

### ビデオ
ジェレミーは近年、動画共有サイト、Heavy.comのパロディーバイラルビデオシリーズに出演し始めた。ビデオは、ブリトニー・スピアーズ、ロンリーガールフィフティーン、リトル・スーパースター (Little Superstar) などを風刺している。
ロン・ジェレミーは、Atom Filmsの『タイタンズ・オブ・ジャスティス (Titans of Justice) というバイラルビデオに声の出演をした。ビデオでは、彼は仲間と共に昼はポルノスター、夜はスーパーヒーローという役どころを演じた。

### 広告
彼のジャンルを越えた有名人という地位の更なる証として、ジェレミーはペットの産児制限の認識を広めるため、動物の倫理的扱いを求める人々の会（PETA）の広告に出演した。ポスターの中で、ロンは半裸で手首に手錠をはめられ、ベッドに横たわっている。彼の絶倫という評判をからかって、広告のキャッチコピーは訴える。「過剰なセックスは、悪事となりえる可能性があります。あなたの猫と犬を去勢してください。」

### 書籍
2007年2月、『Ron Jeremy: The Hardest (Working) Man in Showbiz （ロン・ジェレミー：ショービジネス界で最も勤勉な（働く）男）』という、ジェレミーの回顧録がハーパーコリンズ社から出版された。

### 演説
2005年、オックスフォード・ユニオン (Oxford Union) から演説するよう招待されたとき、ジェレミーは大きく報道された。ユニオンの司書、ウラディミール・バーマント (Vladimir Bermant) によれば、「ロンは業界で最も大物で、最高の人物であるとのことなので、私は彼が魅力的な物語を語ってくれるものと確信しています。」彼のポルノを擁護するスピーチは好評であった。2006年、ジェレミーは「ポルノ・ディベート・ツアー」の一環として、多くのアメリカ及びカナダの大学キャンパスを訪問し、反ポルノウェブサイトの創始者、クレイグ・グロス牧師 (Craig Gross) とポルノについての一連の議論を開始した。

## 出演作の一部
- 『デス・ポイント/非情の罠』†（1986年）
- 『Caged Fury 』（1989年）
- 『サンタモニカ・ダンディ』†（1989年）
- 『スーパー・ホニオ・ブラザーズ(Super Hornio Brothers)』（1993年）
- 『Super Hornio Brothers2』（1993年）
- 『ザ・チェイス』（1994年）
- 『Mr. Stitch 』（1996年）
- 『キリング・ゾーイ (Killing Zoe) 』（1994年）
- 『George Wallace 』（1997年）
- 『Orgazmo 』（1997年）
- 『RONIN (Ronin) 』†（1998年、シーンはカットされた）
- 『処刑人 (The Boondock Saints) 』（1999年）
- 『デトロイト・ロック・シティ』（1999年）
- 『American Virgin』（2000年、カメオ出演）
- 『刑事ナッシュ・ブリッジス (Nash Bridges)』: 092 絶望の果て #092 [5-14] "EL DIABLO"（2000年）
- 『レインディア・ゲーム』†（2000年）
- 『Just Shoot Me! 』： “The Proposal: Part 2”（2001年）
- 『Alex in Wonder 』（2001年）
- 『Fast Sofa 』（2001年）
- 『ルールズ・オブ・アトラクション (The Rules of Attraction) 』（2002年）
- 『Back by Midnight 』（2002年、カメオ出演）
- 『Night at the Golden Eagle 』（2002年）
- 『Paris 』（2003年）
- 『Terror Firmer 』（2004年）
- 『Citizen Toxie: The Toxic Avenger IV 』（2004年）
- 『The Nickel Children 』（2005年）
- 『Andre The butcher (Dead meat) 』（2005年）
- 『Charlie's Death Wish 』（2005年）
- 『Poultrygeist 』（2007年）
- 『Not The Brady's 』（2007年）
- 『Loaded 』（2007年）
- 『One-Eyed Monster 』（2008年）
- 『Stone & Ed 』（2008年）

† ジョン・フランケンハイマー監督作品

## 受賞
- 1983年 AFAA最優秀助演男優賞 -  『ニンフォマニア/けもの好き (Suzie Superstar) 』[36]
- 1984年 AFAA最優秀助演男優賞 -  『All the way in ! 』[36]
- 1986年 AVN最優秀助演男優賞（映画） - 『キャンディ・ストライパー/白衣の天使 (Candy Stripers II) 』[37]
- 1991年 AVN最優秀助演男優賞（ビデオ） - 『セクシャル・トラップ２/愛人遊戯 (Playin' Dirty) 』[37]
- 2006年 F.A.M.E ファンお気に入りの男優[38]

## 文献
ニコラス・バルバーノ Nicolas Barbano 著『Verdens 25 hotteste pornostjerner（世界で最も人気の高い25人のポルノスター）』(デンマーク、ロシナンテ社 1999年 : ISBN 87-7357-961-0) には彼について書かれた章がある。